# Орлов Сергій Володимирович
Сергій Володимирович Орлов (рос. Сергей Владимирович Орлов; 6 (18) серпня 1880, Москва - 12 січня 1958, Москва) — російський і радянський астроном, член-кореспондент АН СРСР (1943).

## Біографія
У 1904 закінчив Московський університет. У 1902, ще будучи студентом, почав працювати в обсерваторії університету і продовжував роботу до 1904. У 1905 брав участь у російсько-японській війні в чині прапорщика артилерії. У 1906-1914, 1917-1920 викладав математику в 1-й Московської гімназії, одночасно самостійно займався науковою роботою, проводив спостереження в приватній обсерваторії; в 1914-1917 перебував на військовій службі.  У 1920-1922 — викладач астрономії і фізики Пермського університету.  У 1923-1930 — заступник директора, а потім директор Державного астрофізичного інституту в Москві. З 1931 працював у Державному астрономічному інституті ім. П.К.Штернберга (в 1943-1952 — директор).  З 1926 — професор Московського університету.  Був також ученим секретарем Астрономічного комітету при секторі науки Наркомату освіти РРФСР.
Основні наукові праці присвячені вивченню комет.  Удосконалив механічну теорію кометних форм, розробив єдину теорію комет, в якій знайшли зв'язок їх механічні та фізичні особливості.  Вивчав фотометричні характеристики комет, зв'язок яскравості комет з сонячною активністю, зв'язок комет з малими тілами Сонячної системи і походження комет.  Досліджував причини відштовхувальних прискорень в хвостах комет, створив теорію будови комет.  Виконав спектральні дослідження комет, запропонував методику кометних спостережень та їхньої обробки, створив інструменти для фотографування комет і отримання їхніх спектрів.  Розроблена Орловим нова, "фонтанна" теорія будови голови комети дозволила провести строгу класифікацію кометних форм.  Визначив типи хвостів 37 комет, типи голів 30 комет, зареєстрував аномальні хвости у двох комет, гало у п'яти комет.  Більше 30 років (1922-1958) керував кометним дослідженнями в Москві.  Автор монографій "Комети" (1935), "Голова комети і нова класифікація кометних форм" (1945).
Голова Комісії з вивчення комет і метеорів при Астрономічній раді АН СРСР (1936-1956).
Сталінська премія (1943), премія імені Бредіхіна АН СРСР (1959). Два ордени Леніна.
На честь астрономів Сергія Володимировича та Олександра Яковича Орлових названа мала планета 2724 Orlov (відкрита Миколою Черних 13 вересня 1978 в Кримській астрофізичній обсерваторії) та кратер Орлов на зворотному боці Місяця.

## Публікації
- Кометы, М. — Л., 1935;
- Происхождение комет, в кн.: Успехи астрономических наук, т. 2, М. — Л., 1941;
- Голова кометы и новая классификация кометных форм, М., 1945;
- Лучевое давление и газовые хвосты комет, «Астрономический журнал», 1956, т. 33, в. 6;
- Лучевые системы в голове кометы…, там же, 1957, т. 34, в. 2.